# 314

## Události
- Arleská synoda (314) – první koncil v Arles organizovaný Konstantinem Velikým; odsoudil donatismus

## Úmrtí
- 11. ledna – Miltiades, 32. papež katolické církve

## Hlavy států
- Papež – Miltiades (311–314) » Silvestr I. (314–335)
- Římská říše – Constantinus I. (306–337) + Licinius (308–324) + Valerius Valens (314)
- Perská říše – Šápúr II. (309–379)
- Kušánská říše – Šaka (305–335)